# Thymus serrulatus
Thymus serrulatus là một loài thực vật có hoa trong họ Hoa môi. Loài này được Hochst. ex Benth. miêu tả khoa học đầu tiên năm 1848.